# Mervans
Mervans é uma comuna francesa na região administrativa de Borgonha-Franco-Condado, no departamento Saône-et-Loire. Estende-se por uma área de 28,63 km². Em 2010 a comuna tinha 1 524 habitantes (densidade: 53,2 hab./km²).